# خع با
خع با، (بالإنجليزية: Khaba)‏، كان فرعون في مصر القديمة. ويعتقد أنه حكم قرب نهاية الأسرة المصرية الثالثة وخلف سخم خت. حكم لفترة قصيرة نسبية قدرها 4 أعوام بين 2603 ق.م. إلى 2599 ق.م. إلا أن تلك التواريخ مستنتجة، وتعتمد على القليل من الأدلة التي بقيت عن هذا الملك المبكر.

## الهرم المدرج

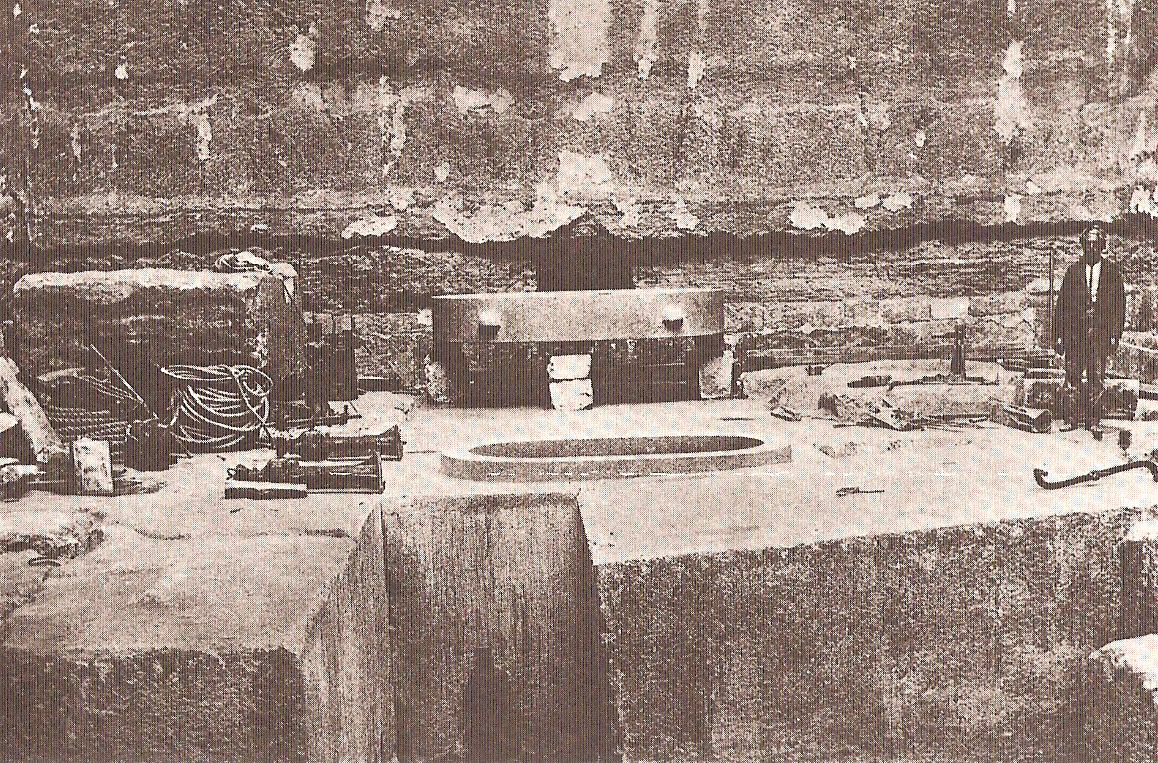
تابوت حجري داخل هرم خع با المدرج في زاوية العريان. تعود الصورة إلى سنة 1905.

ويقترن في الأغلب بالهرم المدرج, في زاوية العريان, على بعد نحو كم جنوب الجيزة. وهو هرم غير مكتمل وبناؤه مطابق لأسلوب الأبنية الحجرية في الأسرة الثالثة وكان سيرتفع في الأصل إلى نحو 42-45 م (إلا أن ارتفاعه الآن هو نحو 20 م). وبالرغم من عدم وجود نقوش تربط الهرم مباشرة بهذا الملك, إلا أن عدداً من الأواني المصنوعة من الألباستر المنقوش عليها اسم الملك عـُثر عليها بالقرب من الهرم في مقبرة تحمل الرمز: Z-500 الواقعة إلى الشمال مباشرة من الهرم.
الملك خع با مذكور في بوصف «مشطوب», الأمر الذي قد يشي بمشاكل في الخلافة أثناء حكمه, أو أن الكاتب الذي كان يحرر هذه القائمة لم يتمكن من فك رموز الاسم في السجلات الأقدم التي كان ينقل عنها. وقد اُقتـُرح أن خع با قد يكون اسم حورس لآخر ملك في الأسرة الثالثة, حوني, وأن الملكين هما في الواقع نفس الشخص.

## معنى الأسم
اسم خع با، الذي يظهر عادة داخل سرخ بدلاً من صيغة الخرطوش التي أصبحت أكثر اعتياداً مع نهاية تلك الأسرة, كـُـتـِب باستعمال رمز الشمس المشرقة ذات القيمة الصوتية خا, و اللقلق معقوف المنقار ذات القيمة الصوتية با.

## مقالات ذات صلة
- الأسرة المصرية الثالثة
- سخم خت
- حوني
- فراعنة

## وصلات خارجية
- حورس خع با
- هرم خع با - الهرم المدرج
- التاريخ المصري: خع با